# Autopompa
Un'autopompa serbatoio o camion dei pompieri detto anche  APS  è un veicolo progettato per aiutare nella lotta contro gli incendi. Le sue funzioni comprendono il trasporto di vigili del fuoco alla scena di un incendio, con l'acqua e le attrezzature utili allo spegnimento.

## Equipaggiamenti

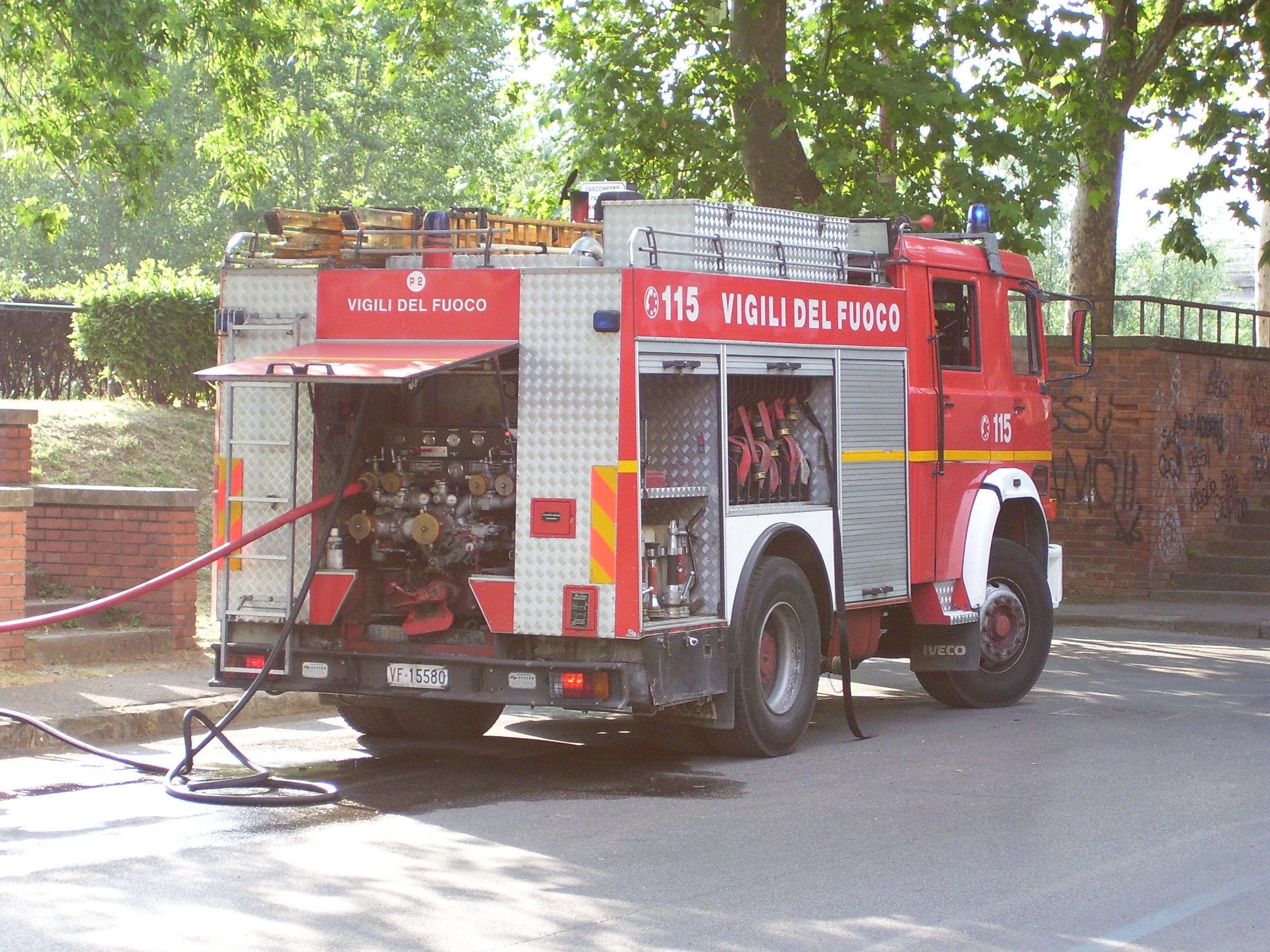
Autopompa Iveco Baribbi 190-26, vista posteriore

Un'autopompa trasporta usualmente attrezzature per una vasta gamma di operazioni antincendio e di soccorso. Questi includono scale, arpioni, asce e utensili da taglio, palanchini, apparecchi di ventilazione, proiettori luminosi, respiratori autonomi e altri strumenti di uso generale. Generalmente le autopompe sono basati su telai camionistici standard, sebbene esistano costruttori specializzati nel settore, dotati di sospensioni rinforzate, alternatori, sistemi di trasmissione e di raffreddamento; i veicoli sono altresì equipaggiati con avvisatori ottici e acustici quali sirene e luci lampeggianti blu/gialle/rosse a seconda delle legislazioni, così come di attrezzature per le comunicazioni radio.
I singoli modelli di autopompa sono spesso adattati rispetto alle aree di impiego previste. Corpi dei vigili del fuoco che coprono aree metropolitane o regioni con ulteriori rischi di incendio possono utilizzare veicoli speciali che comprendono ad esempio attrezzature per affrontare incidenti in presenza di materiali pericolosi, la possibilità di erogare getti di schiuma eccetera. Nelle aree rurali possono essere impiegati veicoli fuoristrada.
I parchi di autopompe sono inoltre sovente completati da ulteriori mezzi antincendio che, a seconda della geografia locale, possono comprendere treni, battelli o aerei. In stretto abbinamento con l'uso delle autopompe, progettate specificamente per combattere il fuoco, molti corpi utilizzano anche unità di soccorso ausiliarie, ossia veicoli per il trasporto delle attrezzature di salvataggio e di ulteriore personale, a formare squadre di soccorso impiegabili nella più vasta gamma possibile di interventi (incidenti stradali o crolli di edifici, blocchi di ascensori, eccetera).

## Storia

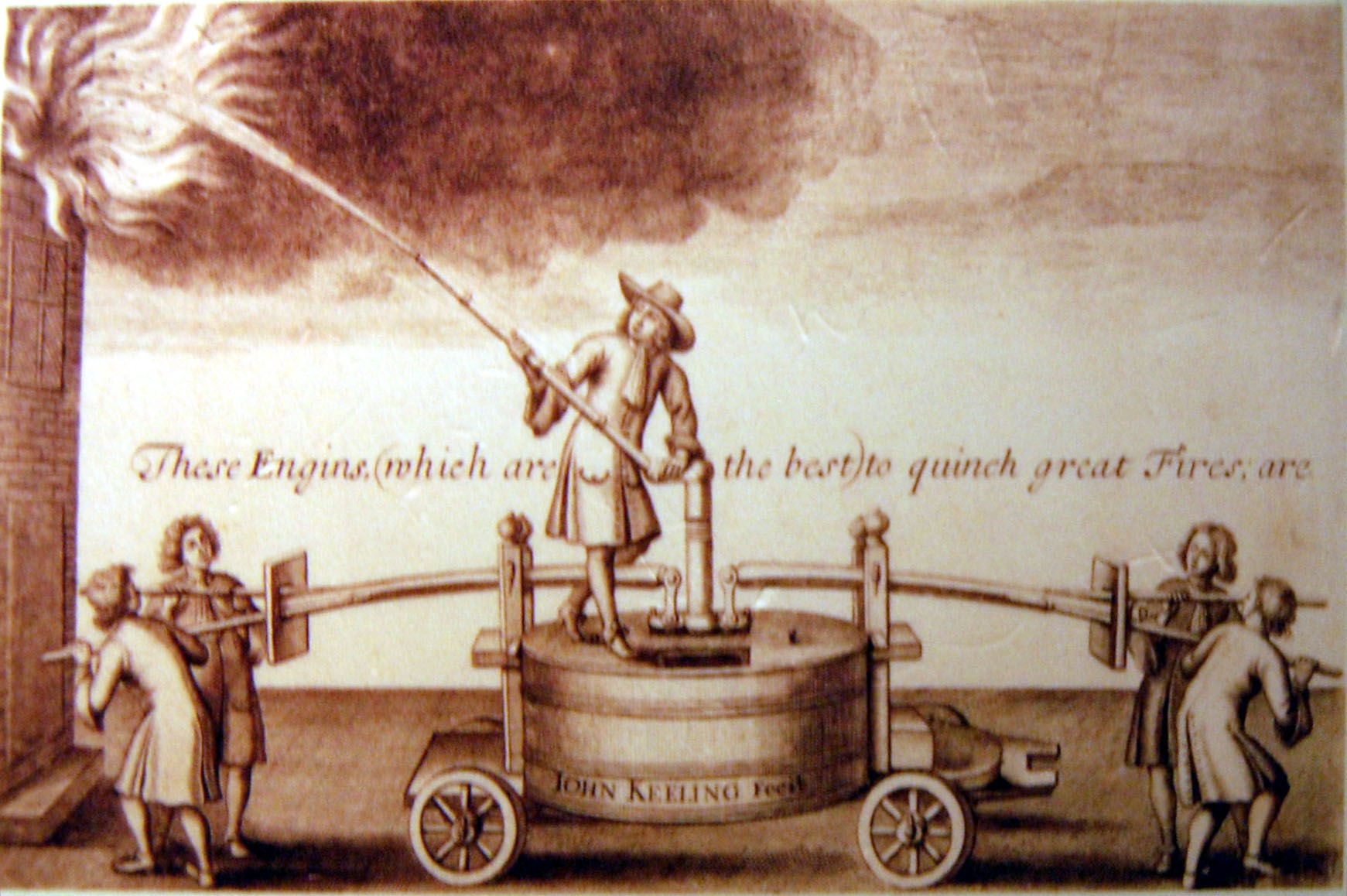
Carro-pompa fabbricato a Londra da John Keeling. Illustrazione del 1670.

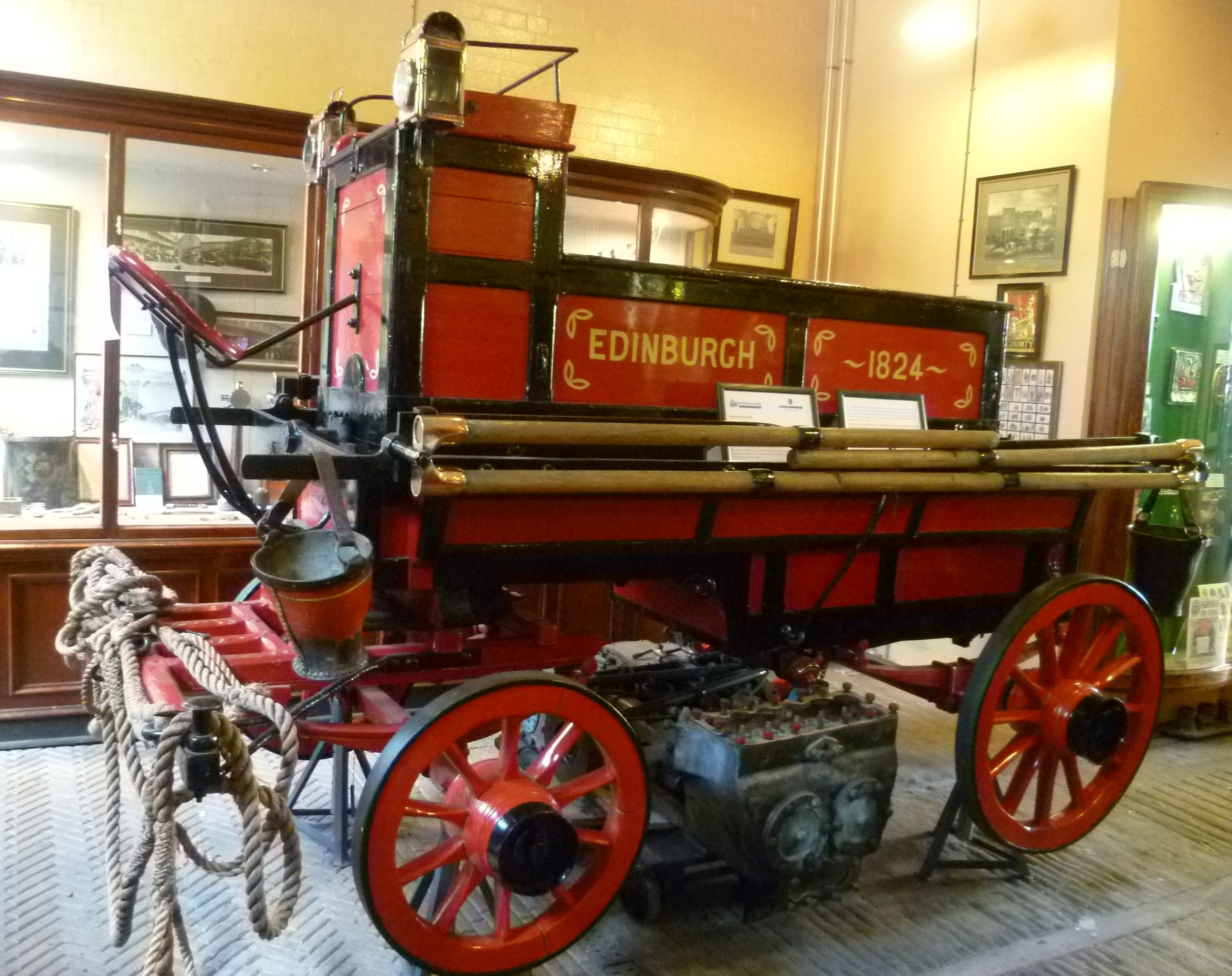
Carro-pompa a traino manuale in servizio a Edimburgo nel 1824.

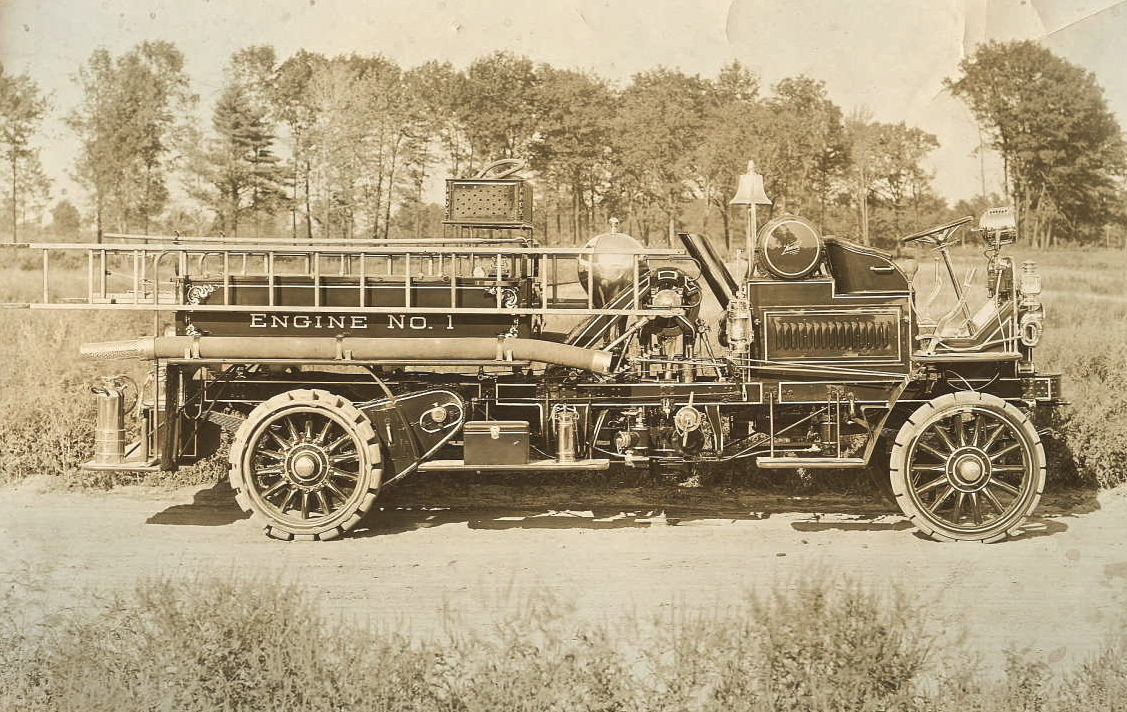
Un'autopompa costruita nel 1905 a Springfield dalla Knox Automobile Company.

Un dispositivo utilizzato per spruzzare acqua su un fuoco è chiamato lancia antincendio. Lance di questo tipo e pompe a mano sono noti da prima che Ctesibio inventasse la prima pompa antincendio vera e propria, intorno al II secolo a.C.; un esempio di pompa forse utilizzata per lo spegnimento di un incendio è menzionato da Erone di Alessandria. La pompa incendio fu reinventata in Europa durante il sedicesimo secolo: si trovano riferimenti impieghi di questo tipo ad Augusta nel 1518 e a Norimberga nel 1657. Un libro di invenzioni del 1655 parla di un motore a vapore (chiamato "fire engine") con una pompa utilizzata per "alzare una colonna d'acqua di 12 metri", senza specificare se si trattasse di un dispositivo portatile o semovente.
Leggi coloniali negli Stati Uniti d'America imposero che ogni casa si disponesse un secchio d'acqua sulla veranda anteriore per l'eventuale spegnimento di incendi notturni. A Filadelfia si ebbe il primo vero e proprio veicolo dei pompieri, un carro dotato di pompe a mano, nel 1719, diversi anni dopo il modello apparso a Boston, datato 1654 e realizzato da Joseph Jencks, ma prima dei due veicoli arrivati a New York da Londra.
Già nel 1730 Richard Newsham, nella capitale inglese, aveva realizzato prodotti simili con un buon successo commerciale; i primi "veicoli" di questo tipo impiegati a New York, nel 1731, erano costruiti da tale produttore, sei anni prima della costituzione del celebre corpo dei vigili del fuoco volontari di New York. La quantità di manodopera e di competenze necessarie per antincendio richiesero l'istituzione di corpo incendio, che venne organizzato da Benjamin Franklin nel 1737.
Thomas Lote costruì la prima pompa prodotta in America nel 1743. Questi primi veicoli erano chiamati hand tubs ("cisterne") mano perché venivano riforniti d'acqua manualmente in cisterne dotate di pompa con un tubo di aspirazione. Un'importante innovazione si ebbe intorno 1822, grazie all'invenzione di un motore che rendeva possibile prelevare acqua da una sorgente senza ricorrere ai tradizionali secchi. Il costruttore di Philadelphia Sellers and Pennock propose il modello Hydraulion nel 1822.
Le prime motopompe di questo tipo dovevano essere trasportate da quattro uomini o montate su slitte e trascinati presso un incendio. Le prime montate su telai dotati di 4 ruote erano anch'esse tirate a mano; come la dimensione delle pompe crebbe la trazione fu affidata dapprima ai cavalli e in seguito a motori a vapore. John Ericsson è accreditato quale costruttore della prima autopompa a vapore americana. George Braithwaite costruì il primo esemplare analogo in Gran Bretagna. La prima autopompa semovente fu costruita a New York nel 1841, ma si mostrò poco gradita da parte degli stessi utilizzatori e il suo uso venne interrotto: i corpi di vigili del fuoco motorizzati non diventarono prassi comune fino al ventesimo secolo.
Nel 1905, l'idea di utilizzare camion con motore termico come autopompe attirò grande attenzione: secondo un articolo sul Popular Mechanics di tale anno tali camion risultavano particolarmente popolari in Inghilterra. Nel medesimo anno la Knox Automobile Company di Springfield, Massachusetts immise sul mercato quella che alcuni ritengono la prima autopompa al mondo. L'anno successivo la città di Springfield aveva in dotazione un intero parco di autopompe Knox.
Per molti anni i pompieri viaggiavano seduti sui lati delle autopompe, o rimanevano in piedi sul retro dei veicoli, esposti alle intemperie. Tale prassi risultava evidentemente scomoda e pericolosa (alcuni vigili del fuoco perirono durante viaggi in velocità lungo strade tortuose) e fu superata nei camion dei pompieri delle generazioni successive, dotati di comparti chiusi e posti a sedere per gli equipaggi.